# Бутанско-израильские отношения
Бутанско-израильские отношения — двусторонние дипломатические отношения между Бутаном и Израилем. Отношения были установлены 12 декабря 2020 года.
Бутан имеет дипломатические отношения всего с 54 странами мира, среди которых некоторые страны ЕС, Канада, Австралия, Бразилия, Аргентина и страны юго-восточной Азии. Так, у Бутана нет официальных дип. отношений с такими странами как США, Россия, Китай и др. У Бутана также нет дип. отношений ни с одной страной, являющейся постоянным членом Совбеза ООН.
Из ближневосточных стран, у Бутана есть отношения только с Кувейтом (1983), Египтом, Турцией и ОАЭ (все с 2012) и Оманом (2013).
В Израиле, равно как и в США и других странах, интересы королевства представляет посольство Индии.

## История
Марк Софер, посол Израиля в Индии и Шри-Ланке вручил вверительные грамоты бутанскому королю Джигме Кхесар Намгьял Вангчуку 15 октября 2010 года во время визита в Тхимпху. Посол также рассказал, что вскоре Бутан посетят израильские специалисты для консультаций местных коллег по вопросам молокопродукции и сбора урожая. Он также предложил бутанским преподавателям принять участие в израильской государственной программе дополнительного образования для учителей естественных наук и математики. Кроме того, Израиль предложит стипендии молодым бутанским учёным для обучения, особенно в сфере общественного здравоохранения. После встречи с монархом, посол заявил, что достигнута договоренность о сотрудничестве в сельском хозяйстве, образовании и здравоохранении.
С 2012 года бутанские студенты изучали в Израиле сельское хозяйство и фермерское дело в рамках 11-месячной программы AgroStudies. Льёнпо Ешей Дорджи, бутанский министр сельского хозяйства и лесов посетил Израиль в августе 2016 года. Это первый в истории визит официального лица королевства Бутан в Израиль. Министр провёл в стране три дня и был свидетелем выпуска бутанских студентов, окончивших обучение в рамках этой программы (в 2016 году программу закончили 1500 студентов из 13 стран, в том числе 21 студент из Бутана). Министр также заявил о возможности установить дип. отношения с Израилем в будущем. Министр Дорджи также встретился с представителями туристической фирмы «FLY east» и обсудил с их представителем вопросы увеличивающего туристического потока из Израиля в Бутан.
В 2017 году Гилад Коэн, глава азиатско-тихоокеанского отдела израильского МИДа стал самым высокопоставленным израильским чиновником, когда-либо посещавшим Бутан с официальным визитом. В рамках поездки он встретился с главой правительства Бутана.

## Установление дипломатических отношений
После нескольких лет переговоров и подготовительной работы, 12 декабря 2020 года посол Израиля в Индии Рон Малка и посол Бутана в Индии Ветсоп Намгъел (Vetsop Namgyel) подписали соглашение об установлении дипломатических отношений между двумя странами.
По заявлению израильского посла в Индии, дважды посещавшего королевство, «бутанское правительство само вышло на израильских представителей. Они были впечатлены израильскими достижениями последних лет. Мы консультировали их по многим важным темам, как, например, управление водными ресурсами, сельское хозяйство, технологии, образование, профессиональное обучение, а также медицина».
В начале декабря 2020 года глава израильского МИД Габи Ашкенази провёл телефонный разговор со своим бутанским коллегой Танди Дорджи. Во время беседы обсуждалось сотрудничество в области водоснабжения, сельского хозяйства, здравоохранения. Ашкенази также пригласил короля Бутана посетить Иерусалим в 2021 году с официальным визитом.

## После установления отношений
В июне 2022 года израильский посол в Индии Наор Гилон, также аккредитованый на Бутан, посетил Тхимпху, где впервые вручил верительные грамоты королю Джигме Кхесару Намгьялу Вангчуку. В рамках визита Гилон также встретился с премьер-министром и министром иностранных дел королевства, обсудив с ними вопросы сотрудничества в сфере водного и сельского хозяйства.

## Двусторонее сотрудничество

### Туризм и авиасообщение
После установления дипломатических отношений, израильский посол в Индии Рон Малка заявил, что Бутан не охотно пускает к себе туристов, пытаясь сохранить свою самобытность. Однако теперь, возможно больше израильтян смогут посетить эту страну.

### Образование
Сотни бутанцев обучались в Израиле в рамках сельскохозяйственных программ, организованных МАШАВом.